# 崔珉起
崔珉起（： Choi Min-gi，1995年11月3日—），藝名為REN，韓國男歌手、演員，為韓國男子團體NU'EST成員，隊中擔任副唱及忙內(本人曾表示為四忙內)。現為個人歌手及演員。

## 經歷

### 出道前
REN在2010年參加其他公司的海選時，受到星探提議而參加Pledis娛樂海選，最終通過徵選成為Pledis娛樂的練習生。出道前，他作為PLEDIS BOYS成員多次出現在大眾的面前，曾和After School一起登上 Ceci 雜誌和在2011年末特別節目《SBS 歌謠大戰》上演出。

### NU'EST
2012年3月15日以REN為藝名作為男子團體NU'EST的成員出道，擔任副唱。REN 的日文是「蓮」的意思，像是清新又美麗的蓮花的感覺，祈望REN的藝能像花開了一樣的意思。
出道僅一個月，旼炫和REN就參與韓國最大型的時尚活動 — 2012 秋冬首爾時尚週，為 BIG PARK 的服裝展走秀。 REN出色的表現使他在下年度再次亮相首爾時尚週。
自2013年，REN開始在演戲方面發展，在不同的戲劇如《田禹治》和《孤獨的美食家》中客串。在2016年，REN成為日本電影《Their Distance》的主人公。
長相清秀的REN經常被誤認為女生，事實上私底下非常有男人味。
在2014年3月，為慶祝《Show! 音樂中心》的第400集，REN以及BTOB旼赫，VIXX弘彬，A-JAX升辰，四人男扮女裝表演Girl's Day的歌曲《Something》。當中REN比女生還漂亮的樣子，引起熱烈的討論。

### PRODUCE 101 第二季
因團體發展逐漸瀕臨解散，PLEDIS在2017年2月宣佈NU'EST暫停團體活動，REN以本名崔珉起與成員金鍾炫、姜東昊、黃旼炫以Pledis練習生身份參加Mnet選秀節目《PRODUCE 101 (第二季)》。
崔珉起在舞台上出色表現讓人眼前一亮。在第四集的分組對抗比賽中，崔珉起更是組內得票最高。在節目中崔珉起以搞怪、逗趣的動作獲得不同的外號，如「肩膀流氓」和「兔子隊長」。崔珉起最終排名為第二十名，無緣成為出道組Wanna One成員。
其後Pledis娛樂表示除了成為Wanna One成員而受到合約限制的黃旼炫，其餘四名成員（JR、白虎、Aron、Ren）以分隊NU'EST W的形式於下半年開始回歸。同時，REN收到各種邀約，不但出多個演綜藝節目，如《梁世燦的Ten2》和《自討苦吃》，更與JR共同成為化妝品品牌《LABIOTTE》的模特兒，促銷販售第一日即造成排隊搶購風潮，並使得該品牌官方網站銷售存貨售罄。REN时隔五年出演電視劇，加盟《四子》。

### 個人發展
在宣布與Pledis娛樂不續約後，於個人Instagram上手寫信表示心中雖感到惶恐，仍會積極嘗試各方面的活動。
2022年5月9日，與BPM娛樂簽訂專屬合約，正式開啟個人活動。

## 個人生活
REN對時尚化妝方面有極大的興趣，曾與日本網店《Ritam》合作，親自設計首飾系列《REN×LALs》。 他也經常對專輯的造型提供意見，並多次挑戰其他男生很難挑戰的主題。

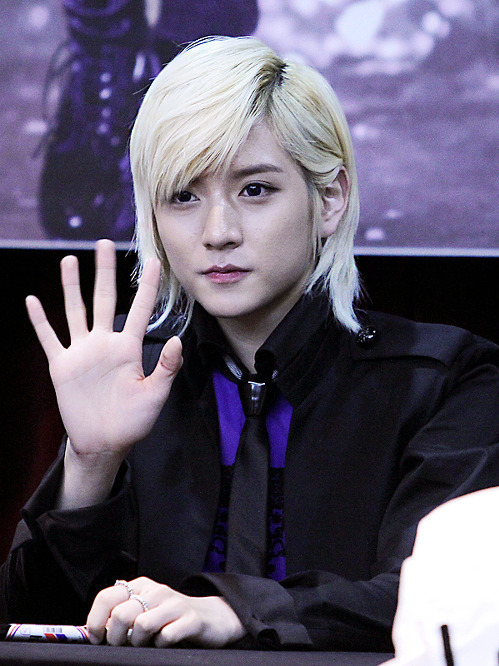
挑戰及肩金髮
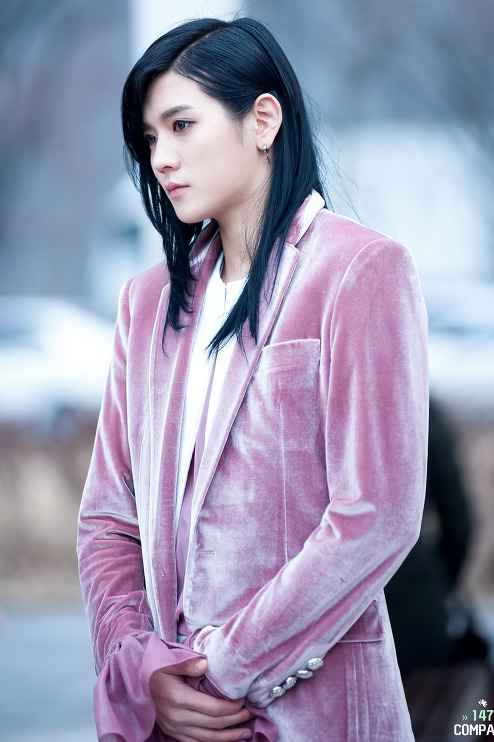
挑戰黑長髮
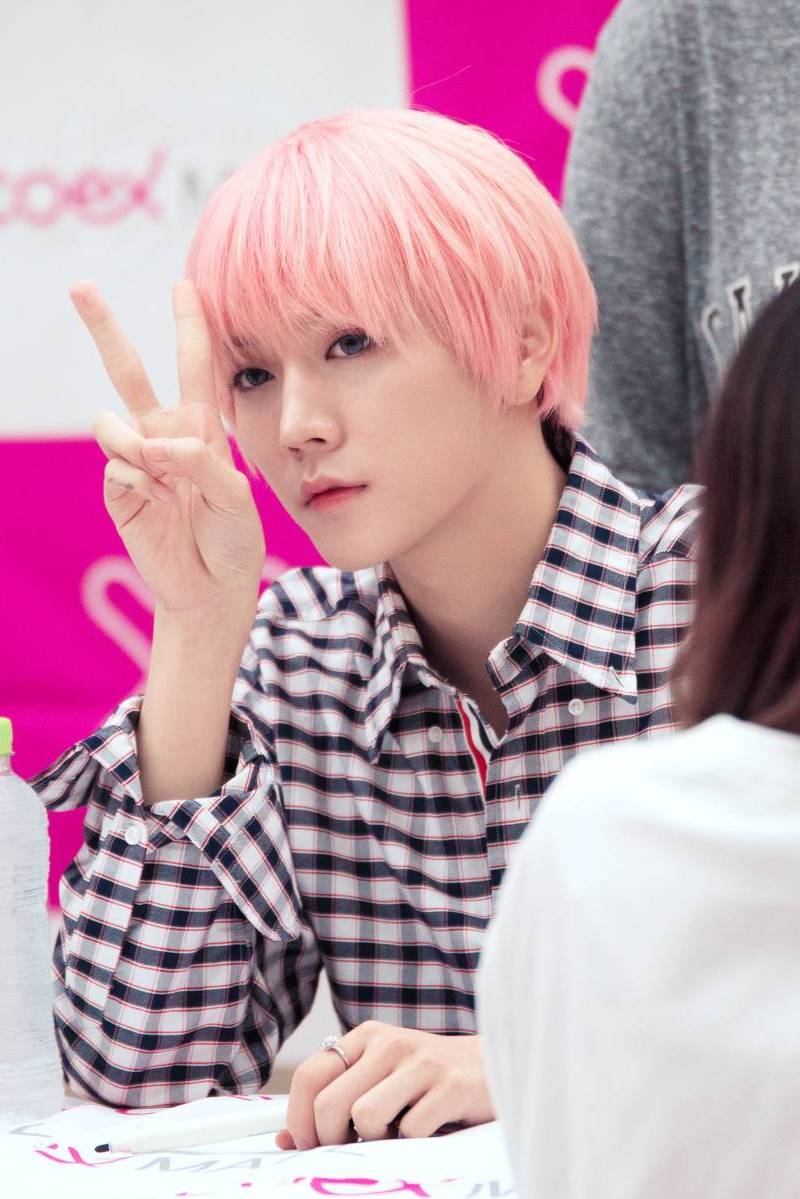
挑戰粉髮
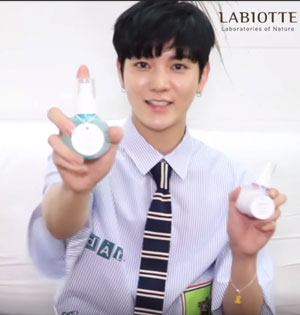
工作期間也戴著黃絲帶手鍊

REN關心各大社會議題，多次被目擊出現在世越號事件悼念活動。在選秀節目《PRODUCE 101 (第二季)》中也發現他經常戴著悼念世越號事件的黃絲帶和手鍊。此外，REN多次被目睹使用關注慰安婦的公益品牌Marymond的產品。 粉絲受其影響，多次參與公益活動。
REN喜歡Lady GaGa近8年，多次表達想與她合作和表演她的作品。REN是G-Dragon的粉絲，因他由時裝到音樂方面也做得非常好，從他身上獲得很多靈感。

## 音樂作品

### NU'EST音樂作品
所屬團體之共同作品，請參閱 NU'EST音樂作品列表

## 迷你專輯
| 专辑# | 专辑資料                                              | 曲目                                                                        |
| ----- | ----------------------------------------------------- | --------------------------------------------------------------------------- |
| 1st   | 《Rendezvous》 - 發行日期：2023年6月13日 - 語言：韓語 | 1. Ready to move 2. Autofill 3. Imagine More 4. Lullaby (11:03) 5. My Story |

### 參與歌曲
| 年份   | 歌手              | 歌名               | 備註                             |
| 2010年 | After School      | 《Someone Is You》 | 男合音包括金鍾炫、姜東昊、崔珉起 |
| 2017年 | Slate             | 《Oh Little Girl》 | 以《PRODUCE 101》練習生身份參與  |
| 2017年 | Produce 101 Final | 《Super Hot》      | 以《PRODUCE 101》練習生身份參與  |
| 2017年 | Produce 101 Final | 《Always》         | 以《PRODUCE 101》練習生身份參與  |

### 詞曲創作
韓國音樂著作權協會之登記編號：崔珉起（10015972），8 首。
| 日期            | 歌手     | 專輯名稱                        | 歌名                          | 參與部分 | 其他參與成員                       |
| 2016年8月29日   | NU'EST   | 《CANVAS》                      | Love Paint（every afternoon） | 詞       | NU'EST所有成員合作詞               |
| 2017年 10月10日 | NU'EST W | 《W, HERE》                     | PARADISE（REN SOLO）          | 詞       |                                    |
| 2018年10月1日   | NU'EST W | 〈I Don't Care（with Spoonz）〉 | I Don't Care（with Spoonz）   | 詞       | 白虎：詞曲、NU'EST W所有成員合作詞 |
| 2018年11月26日  | NU'EST W | 〈WAKE,N〉                      | 나너에게(REN SOLO)            | 詞曲     | 白虎：曲                           |
| 2019年3月15日   | NU'EST   | 《노래 제목》                   | 노래 제목 (A Song For You)    | 詞       | NU'EST 所有成員合作詞              |
| 2020年2月14日   | NU'EST   | 《LET'S LOVE(WITH SPOONZ)》     | LET'S LOVE(WITH SPOONZ)       | 詞       | NU'EST 所有成員合作詞              |
| 2020年2月14日   | NU'EST   | 《The Nocturne》                | Must                          | 詞       | 白虎：詞、曲                       |
| 2021年4月19日   | NU'EST   | 《Romanticize》                 | ROCKET ROCKET(REN SOLO)       | 詞       | 無                                 |

## 媒體作品

### 固定綜藝
| 日期                  | 電視台 | 節目名稱           | 性質     | 集數   | 備註           |
| 2017年4月7日-6月16日  | Mnet   | PRODUCE 101 第二季 | 參加者   | EP1-11 |                |
| 2017年9月14日-11月2日 | JTBC2  | 自討苦吃           | 固定成員 | EP1-8  | 目的地：比利時 |
| 2018年9月28日-11月2日 | Mnet   | The Kkondae Live   | 主持人   | EP1-6  |                |
| 2019年9月2日-         | JTBC2  | 冤大頭的排行榜     | 主持人   | EP2-   |                |

### 綜藝節目
所屬團體之共同作品，請參閱 NU'EST影視作品列表#綜藝節目

### 特別節目與活動
| 日期          | 主辦單位             | 節目╱活動名稱           | 性質           | 備註       |
| 2012年4月7日  | 2012秋冬首爾時尚周   | BIG PARK服裝展          | 服裝展示模特兒 | 與旼炫     |
| 2017年9月23日 | 韓國文化產業交流財團 | 亞洲音樂節              | MC             | 與JR       |
| 2017年9月30日 | 韓華集團             | 2017首爾世界煙火慶典    | 直播嘉賓       | 與JR       |
| 2018年6月28日 | Mnet                 | M!Countdown             | 特別MC         | 與JR       |
| 2018年7月22日 | 香港apm商場          | 數碼運動潮人學堂 開幕禮 | 開幕嘉賓       | 舉辦簽唱會 |
| 2019年2月13日 |                      | SURPRISE BUSKING        | 街頭驚喜公演   |            |

### 個人粉絲見面會
| 名稱                                             | 日期     | 演唱會站次 | 舉行地點                            |
| 2019 NU'EST REN SPECIAL LIVE SHOW - <REN'S LIFE> | 11月23日 | 香港       | 香港九龍灣國際展貿中心              |
| 2019 NU'EST REN SPECIAL LIVE SHOW - <REN'S LIFE> | 12月7日  | 台北       | 台北市台北國際會議中心TICC          |
| 2019 NU'EST REN SPECIAL LIVE SHOW - <REN'S LIFE> | 12月15日 | 曼谷       | 泰國曼谷韓潮百貨商城 6樓ULTRA ARENA |

### 戲劇
| 日期          | 電視台           | 節目名稱                               | 角色               | 集數           |
| 2013年1月16日 | KBS              | 《田禹治》                             | 姜霖的心腹         | 17             |
| 2013年        | 因删减当时未播出 | 《龍門鏢局》1.5版                      | 何棄療的外星人爸爸 | 25片尾、27片頭 |
| 2014年2月11日 | MBC Every1       | 《無計畫家族Reckless Family Season 3》 |                    | 29             |
| 2015年6月11日 | 網路劇           | 《孤獨的美食家》〈千金方〉             | 中藥店店員         | 3              |
| 2016年11月7日 | 網路劇           | 《I'm Not A Girl Anymore》             | Shi Woo            | 6-7            |
| 2018年2月4日  | 泰國 True4U CH24 | 《SOMETHING FAMILY SEASON 2》          | 茉莉               | 10-11          |
| 2018年8月18日 | 泰國AmarinTV     | Coffee Society 4.0                     | 咖啡師             | 16             |
| 2023年        | ENA              | 《等待了很久》                         | 吳真宇             | 14             |
| 2023年        | KBS              | 《Drama Special－影子表白》            |                    | 1              |

### 電影
| 上映時間           | 電影名稱       | 角色         |
| 2016年1月9日（日） | Their Distance | キム・レオン |

### 音樂劇
| 年份   | 名稱             | 角色   |
| 2020年 | 人人都在談論傑米 | 傑米   |
| 2021年 | 搖滾芭比         | 海德薇 |
| 2022年 | 愛的蹦極         | 林玄彬 |
| 2022年 | 三劍客（音樂劇） | 達太安 |

### 參演音樂錄影帶
| 年份   | 歌手                  | 歌名                                      | 備註                          |
| 2011年 | A.S. BLUE             | 《Wonder Boy》                            | 曾在音樂節目伴舞              |
| 2011年 | 孫淡妃 & After School | 《LOVE LETTER》                           | Feat. Ara、Hyelim、白虎、旼炫 |
| 2012年 | Happy Pledis          | 《 LOVE LETTER（PLEDIS BOYS VERSION！）》 |                               |

### 音樂節目
| 年份   | 放送日期 | 節目名稱              | 合作藝人             | 備註   |
| 2019年 | 11月2日  | MBC《Show! 音樂中心》 | 美娜、姜澯熙、黃鉉辰 | 特別MC |

## 外部連結
- 崔珉起的Instagram帳戶
- 崔珉起的X（前Twitter）